# Dorfkirche Audorf

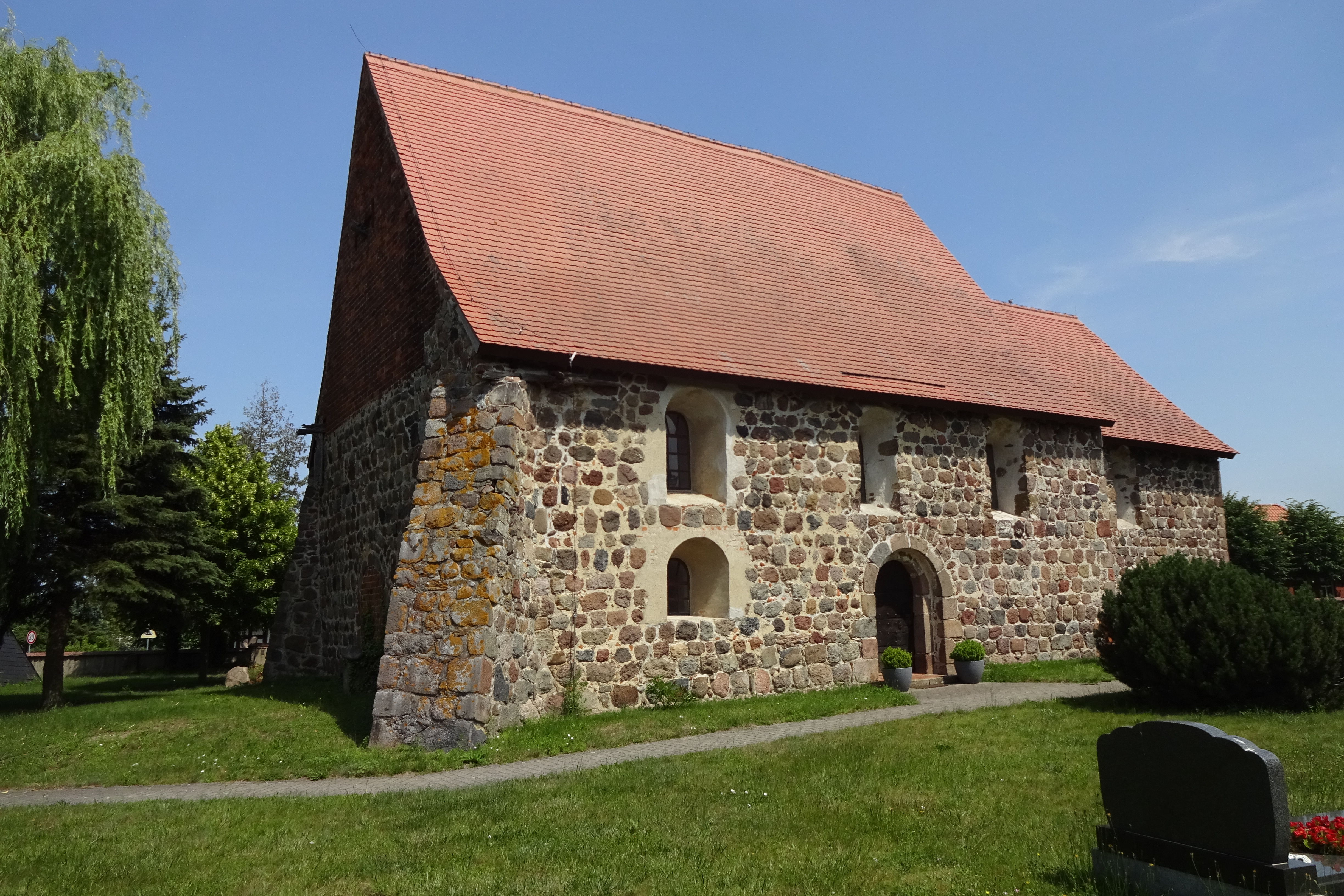
Dorfkirche Audorf

Die evangelische Dorfkirche Audorf ist eine im Kern romanische Saalkirche aus der Zeit um 1140/50 im Ortsteil Audorf von Beetzendorf im Altmarkkreis Salzwedel in Sachsen-Anhalt. Sie gehört zum Pfarrbereich Beetzendorf im Kirchenkreis Salzwedel der Evangelischen Kirche in Mitteldeutschland. Das Kirchengebäude steht seit den 1970er Jahren unter Denkmalschutz.

## Geschichte und Architektur
Die äußerlich unscheinbare Kirche wurde im Jahr 1327 erstmals urkundlich genannt. Der Dachstuhl des heutigen Bauwerks wurde dendrochronologisch auf die Jahre 1445/46 datiert. Die Kirche steht in der Mitte des Rundplatzdorfes und ist vom Friedhof umgeben. Die Kirche besteht aus dem rechteckigen Schiff und dem anschließenden quadratischen Chor. Ursprünglich war der Westteil des Schiffes als Turm abgetrennt, wie aus Maueransätzen der verlorenen Ostwand des Turms erkennbar ist. Die Kirche ist in lagig versetztem Feldsteinmauerwerk erbaut. An den Ecken der Westseite sind Stützpfeiler angesetzt; der Westgiebel ist vollständig in jüngerem Backstein gemauert. Ein Fachwerkturm vor der Westseite wurde 1972 beseitigt. An der Südseite des Schiffs ist ein rundbogiges Portal mit mittelalterlichem Türblatt eingelassen. Kurz darüber ist eine waagerechte Baunaht erkennbar, über der das Mauerwerk stark gestört ist. Eine rundbogige Priesterpforte am Chor ist vermauert. Seitlich hat der Chor je ein Fenster, von denen das nördliche einen alten Rundbogen besitzt.
Das Innere der Kirche (Abbildung siehe) ist flach gedeckt. Im Westen sind die Wände im Bereich des ehemaligen Turms dicker und weisen im oberen Bereich Ausbrüche auf; an dieser Stelle war der frühere Turm vom Schiff abgetrennt.
Die Wände sind von spätgotischen Wandmalereien bedeckt, welche 1952 freigelegt wurden und die auf der Nordseite im oberen Bereich fast vollständig verloren sind; in der untersten Reihe sind noch Heiligenscheine erkennbar, in der darüber liegenden Reihe war ein Passionszyklus aufgemalt. Die Ostwand zeigt noch einige Bilder, die am besten erhalten sind. Die Bilder an der Südwand sind weitgehend verblasst, so dass die dortigen Bilder nicht mehr gedeutet werden können. Am Chorbogen sind mehrere weibliche Heiligenfiguren erkennbar, möglicherweise eine Darstellung der klugen und törichten Jungfrauen.
Der Chor wird durch einen Rundbogen vom Schiff getrennt, in den eine hölzerne Stützkonstruktion eingefügt wurde. An dieser Konstruktion ist ein gotisches Kruzifix angebracht, das vielleicht noch aus dem 14. Jahrhundert stammt.
Der steinerne Stipes hat an der Nordseite eine Nische und in der Altarmensa eine rechteckige Vertiefung, in deren Mitte ein Sepulcrum eingelassen ist, das heute leer ist.

## Ausstattung
Das mittelalterliche Flügelaltarretabel aus der Zeit um 1500 zeigt im Mittelschrein eine Madonna mit Christuskind, umgeben von musizierenden Engeln und begleitet von Johannes dem Täufer und Maria Magdalena, in den Flügeln die zwölf Apostel in je zwei Reihen übereinander. Auf den Außenflügeln sind schwache Reste einer gemalten Verkündigung erhalten, in der Predella ist das Abendmahl dargestellt.
Die schlichte Kanzel ist auf das Jahr 1516 datiert, möglicherweise als 1576 zu lesen. Die steinerne Taufe stammt wohl noch aus dem 13. Jahrhundert und trägt eine kelchförmige Kuppa. Besonders aufwändig gestaltet ist das über 4,5 m hohe Sakramentshaus aus dem 15. Jahrhundert am Ostende der Südwand des Schiffes. Das sechsseitige hölzerne, turmartige Bildwerk wird von einem Schmerzensmann bekrönt und zeigt zwischen ornamentierten Streben eine Madonna, Barbara und zwei männliche Heilige, darüber ein Tabernakel mit reichem Maßwerk- und Krabbenschmuck. Zwei gegenüberliegende eisenbeschlagene Türklappen verdecken eiserne Gittertüren und sind mit Tafelmalereien verziert.
Eine Glocke aus dem 13. Jahrhundert wurde möglicherweise aus einer anderen Kirche hierher gebracht.